# Henry Kenny
Henry Kenny (Castlebar, 7 september 1913 - Swinford, 25 september 1975) was een Iers parlementslid en toegevoegd minister. Na zijn studies aan het St. Patrick's College in Dublin werd hij eerst onderwijzer. Aanvankelijk gaf hij les in de Connemara en Williamstown om later schooldirecteur te worden in Islandeady. Hij was in de jaren 30 een succesvol speler in het Gaelic football.

## Politieke familie
In 1954 trad hij toe tot de politiek als lid van Fine Gael. Tot aan zijn overlijden werd hij telkens herkozen in County Mayo als lid van de Dáil Éireann, het Ierse lagerhuis. Van 1973 tot 1975 was hij adjunct minister van financiën. Zoon Enda Kenny was van 2011 tot 2017 taoiseach in Ierland, de nationale regeringsleider. Het was trouwens hij die zijn vader in 1975 opvolgde als parlementslid. Een andere zoon Henry is lid van de Mayo County Council sinds 1999.